# Ceylon (Rheininsel)

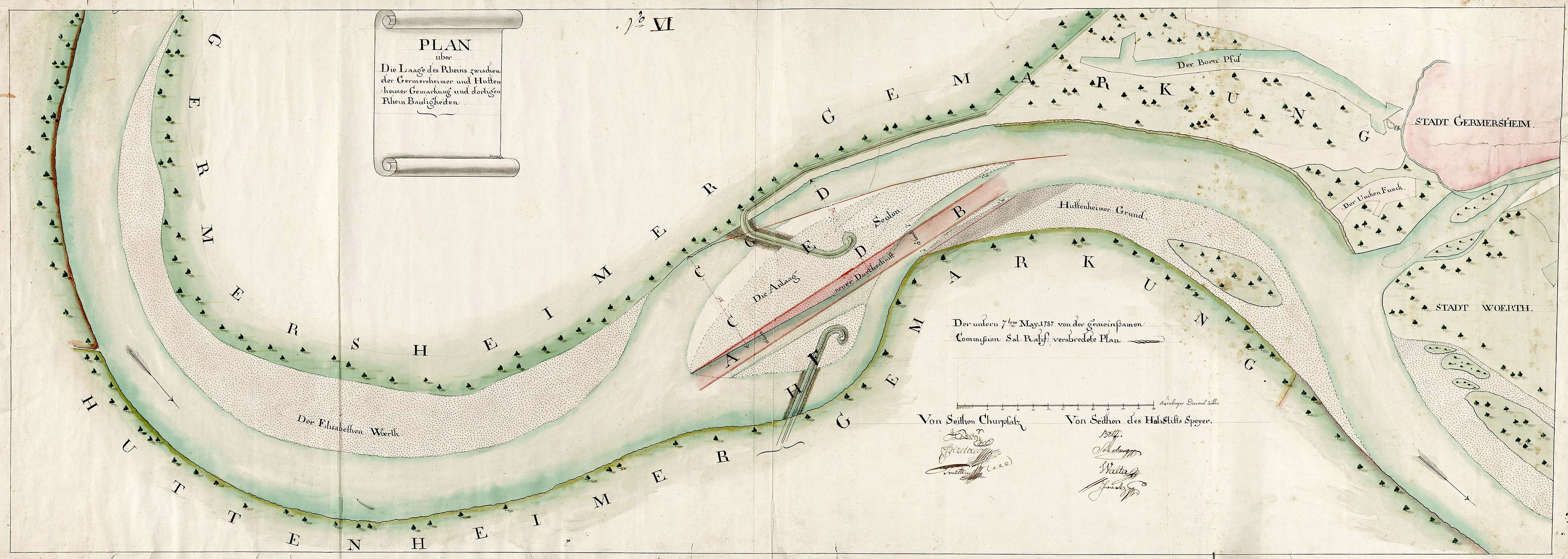
Plan zur Beseitigung der Rheininsel Ceylon als Teil der Vereinbarung zwischen dem Hochstift Speyer und der Kurpfalz von 1787. Nach Süden ausgerichtet, Unterschrift von Traitteur für die Kurpfalz.

Die Insel Ceylon entstand in den 1760er Jahren im Rhein oberhalb der Stadt Germersheim. Ab 1787 versuchte die Kurpfalz die als Bedrohung der Stadt angesehene Insel durch Dammbauten und einen Durchschnitt zu beseitigen. Auf der historischen Rheininsel verläuft die heutige Landesgrenze von Rheinland-Pfalz und Baden-Württemberg.

## Geschichte
Im Bereich der neu entstandenen Insel verlief der Rhein spätestens seit Ende des 14. Jahrhunderts in einer nach Osten ausholenden Flussschlinge, die das heute als Elisabethenwörth bezeichnete Gebiet durchfloss. Durch Seitenerosion am Prallhang der Flussschlinge verlagerte sich der Rheinlauf immer weiter nach außen und erreichte im frühen 18. Jahrhundert die Ortschaft Knaudenheim, die zum Hochstift Speyer gehörte. Knaudenheim wurde 1758 nach mehrfachen Überflutungen aufgegeben; die Bewohner wurden in das neugegründete Huttenheim umgesiedelt.
Die Insel Ceylon bildete sich in den 1760er Jahren gut einen Kilometer flussabwärts von Knaudenheim. Noch 1778 war die sich ständig vergrößernde Insel nur bei Niedrigwasser sichtbar. Zeitweise wurde die Insel auch als Carl-Reibelts-Werth (nach einem kurpfälzischen Oberamtmann in Germersheim) und Volckmanns bezeichnet, ehe sich der Name Ceylon durchsetzte. Im Januar 1774 wurde der Fang von Wildenten auf der Insel an einen kurpfälzischen Zöllner verpachtet, der seinen Dienst auf der Rheinschanze gegenüber der Stadt Philippsburg versah. Im März 1778 befand sich auf Ceylon eine transportable Hütte, die dem Entenfang diente.
Im Februar 1774 plädierte ein Bericht des kurpfälzischen Oberamtmanns in Germersheim für die Beseitigung Ceylons: Die Insel lenke den Rhein an das linke, kurpfälzische Ufer, wodurch bereits „unersetzlicher Schaden“ entstanden sei. Der Bericht schlug vor, Goldgräber auf der Insel einzusetzen, die durch ihre Grabungen die Insel beseitigen sollten. Auch auf dem rechten, zu Speyer gehörenden Rheinufer wurde die Insel für Schäden verantwortlich gemacht, so im Sommer 1777 für das Wegschwemmen von Land und Teilen der Zufahrt zur Germersheimer Fähre. Seit 1775 hatte Speyer mehrfach erwogen, die Insel für sich zu beanspruchen und die Landestelle der Fähre dorthin zu verlegen.

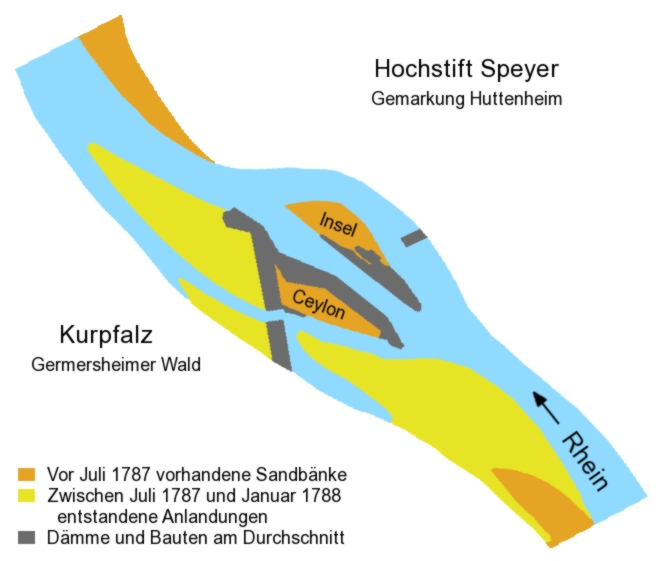
Arbeiten zur Beseitigung der Insel Ceylon. Stand Januar 1788.

Anfang 1787 ließ die Kurpfalz durch den Heidelberger Universitätsprofessor Johann Andreas von Traitteur zwei Linien eines geplanten Durchschnitts durch Ceylon abstecken. Im Mai 1787 vereinbarten Speyer und die Kurpfalz, dass beide Arme des Rheins zugedämmt werden sollten. Dabei sollte in der Mitte der Dämme eine Lücke von 15 Ruthen für die Rheinschifffahrt verbleiben, bis der Durchschnitt hergestellt sei. Im Sommer 1787 waren auf kurpfälzischer Seite die Bauarbeiten in Gange; Traitteur versicherte, der Speyrer Seite nicht schaden zu wollen und erklärte die Aufnahme der Bauarbeiten damit, dass der linke Rheinarm wesentlich breiter sei als der rechte. Einem Plan vom Januar 1788 zufolge war der Damm auf Kurpfälzer Seite bis auf eine kleine Lücke fertiggestellt. Dabei waren zwei Dämme mit 240 und 144 Schuh Länge, 160 Schuh Breite und 42 Schuh Höhe erbaut worden. Am Speyrer Ufer war knapp die Hälfte des Damms errichtet. Weitere Dämme waren längs des geplanten Durchschnitts gebaut worden; dabei hatte der Durchschnitt noch nicht die für die Schifffahrt nötige Tiefe vollständig erreicht. Auf der kurpfälzischen Seite waren umfangreiche Anlandungen entstanden.
Am 12. Juli 1788 besichtigte Kurfürst Karl Theodor die Baumaßnahmen. Dabei legte Traitteur dem Kurfürsten weitergehende Pläne zur Begradigung des Rheins im Gebiet von Germersheim vor. Zeitgenössischen Berichten zufolge beteiligte sich Karl Theodor an der Herstellung einer als „Wurst“ bezeichneten Senkfaschine:

„Ihro Churf. Dl. führten höchsteigenhändig mit einer silbernen Schippe Kiessteine in die Wurst, […] legten dann das Band darum, worauf mit goldenen Buchstaben die Devise zu lesen war: Zum Schutze meiner Stadt Germersheim Carl Theodor den 12. Juli 1788“

Eine vollständige Beseitigung der Insel Ceylon gelang nicht. Mit der Schließung des Kurpfälzer Damms entstand im Rheinlauf ein Engpass, der Hochwasser und Eisgang aufstaute und noch in den flussaufwärts gelegenen Gemarkungen von Rußheim und Liedolsheim zu Überschwemmungen führte. Der Stromstrich verlagerte sich nach der Dammschließung auf die Speyrer Seite, so dass die Arbeiten am dortigen Damm nur noch langsam vorankamen. Zudem ergaben sich Probleme durch die französische Besetzung des linken Rheinufers in den 1790er Jahren: 1794 waren auf der rechten Rheinseite keine Dammreparaturen möglich; stattdessen wurden landeinwärts Notdämme angelegt, die von der anderen Rheinseite nicht einsehbar waren. 1816 mussten auf der rechten Rheinseite nochmals Dämme zurückverlegt wurden. Im Zuge der Rheinbegradigung unter Johann Gottfried Tulla wurde zwischen 1825 und 1833 der Germersheimer Durchschnitt angelegt. Seitdem gehört der Rheinlauf bei Ceylon zum Rußheimer Altrhein.

## Gegenwart

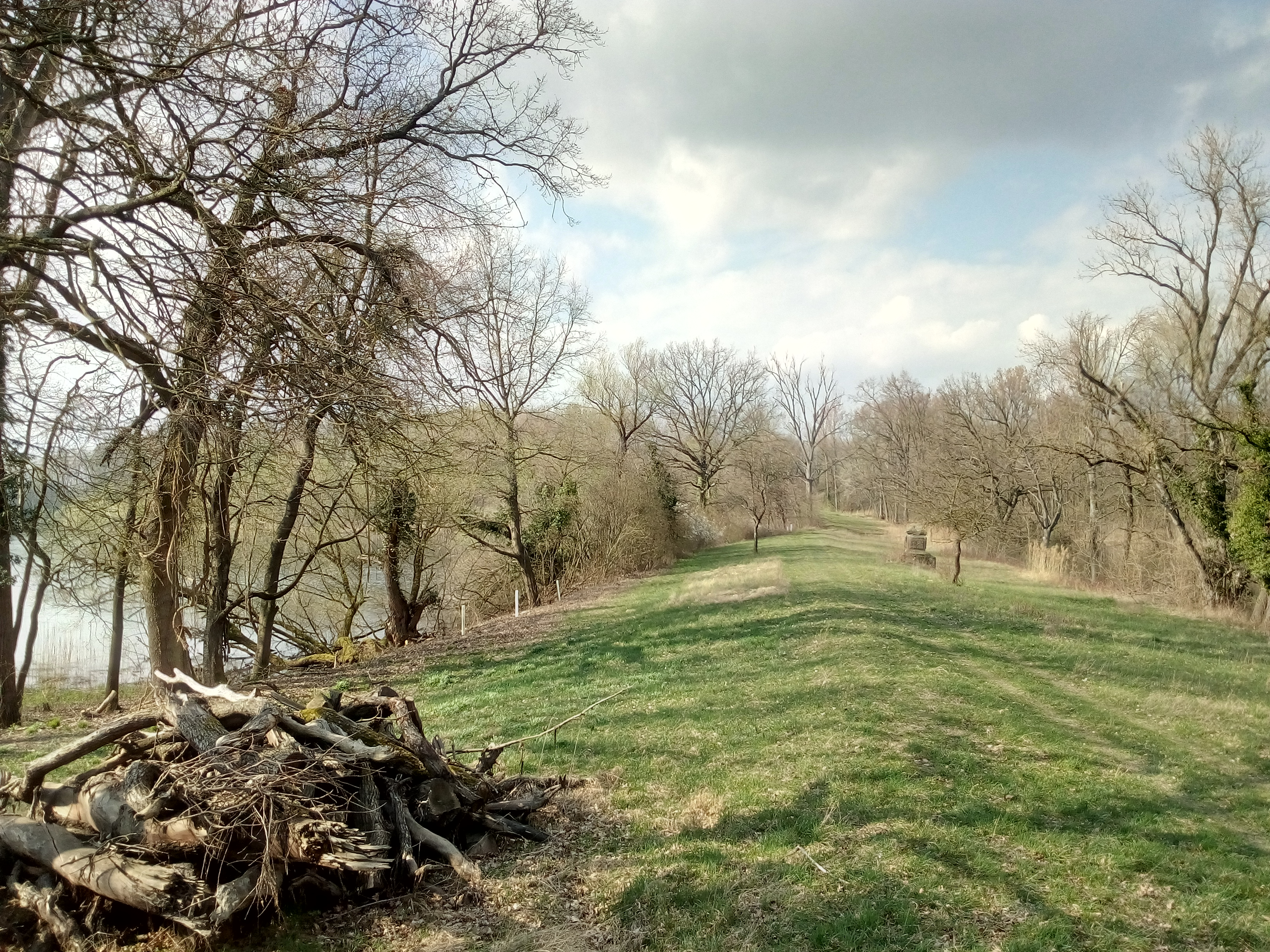
Der unter Traitteur errichtete Damm 2020. In der Bildmitte das Denkmal zur Erinnerung an den Besuch des Kurfürsten.

Im Nordwesten der Insel Elisabethenwörth haben sich Spuren der Baumaßnahmen zur Beseitigung der Insel Ceylon erhalten. Der unter Traitteur errichtete Damm zeichnet sich als deutliche Erhebung im weitgehend flachen Gelände ab. Westlich des Damms schließt sich das maximal zwei Meter tiefe Altwasser Schrankenwasser an; es ist der frühere linke Rheinarm im Bereich von Ceylon. Nördlich des Schrankenwassers liegt ein wohl beim Dammbau entstandener Kolk; er ist mit über zehn Meter Tiefe eines der tiefsten natürlichen Gewässer am Oberrhein.
Die nördlich des Damms gelegenen Flächen entstanden überwiegend bei der Verlandung des Rußheimer Altrheins. Am Nordende des Damms liegen die Reste der Wäscherei der Festung Germersheim; das 1930 noch intakte Gebäude war in den 1970er Jahren bereits eine Ruine. Auf dem Damm befindet sich ein Denkmal, das ebenso wie der Flurnamen Kurfürstenbau an den Besuch Karl Theodors im Jahr 1788 erinnert.